# Diadematoida
Los diadematoides (Diadematoida) son un orden de equinodermos equinoideos. Se distinguen de otros erizos de mar por presentar espines vacías o, a lo sumo, con una malla laxa en el núcleo, y por poseer 10 placas bucales alrededor de la boca. La testa puede ser sólida o flexible.

## Taxonomía
El orden de los diadematoides incluye 45 especies en dos familias:
- Familia Diadematidae Gray, 1855 (43 especies)
- Familia Lissodiadematidae Fell, 1966 (2 especies)